# Westport (Oklahoma)
Westport es un pueblo ubicado en el condado de Pawnee en el estado estadounidense de Oklahoma. En el año 2010 tenía una población de 298 habitantes y una densidad poblacional de 13,61 personas por km².

## Geografía
Westport se encuentra ubicado en las coordenadas 36°11′47″N 96°21′38″O / 36.19639, -96.36056 (36.196315, -96.360476).

## Demografía
Según la Oficina del Censo en 2000 los ingresos medios por hogar en la localidad eran de $54,250 y los ingresos medios por familia eran $64,375. Los hombres tenían unos ingresos medios de $36,667 frente a los $32,083 para las mujeres. La renta per cápita para la localidad era de $23,345. Alrededor del 6.8% de la población estaban por debajo del umbral de pobreza.